# Roy Byford
Roy Byford (nasceu em 12 de janeiro de 1873, Londres – morreu em 31 de janeiro de 1939, Londres) foi um ator de cinema britânico.

## Filmografia selecionada
- The Twelve Pound Look (1920)
- The Spanish Jade (1922)
- A Master of Craft (1922)
- Tons of Money (1924)
- Immortal Gentleman (1935)
- Museum Mystery (1937)